# Al-Shabab FC

Logoul anterior

Al-Shabab (în arabă الشباب) este un club arab de fotbal din Riad, Arabia Saudită, care evoluează în prima ligă de fotbal. A fost fondat în anul 1947 cu numele Shabab AlRiad. În 1967 numele echipei a fost schimbat în cel actual, Al Shabab.

## Palmares
- Campionatul de fotbal din Arabia Saudită: 5
  - Campioni : 1991, 1992, 1993, 2004, 2006
    - Locul 2 : 1998, 2005

- Cupa Campionilor Arabiei Saudite : 2
  - Campioni : 2008, 2009

- Cupa Prințului: 3
  - Campioni : 1993, 1996, 1999
    - Locul 2 : 1992, 1994, 2000, 2009

- Cupa Federației Arabiei Saudite: 5
  - Campioni : 1988, 1989, 2009, 2010, 2011
- A doua Ligă Saudită de fotbal : 1
  - Campioni : 1976

- Cupa Regelui Saud : 1
  - Campioni : 1960

- Cupa Asiei: 1
  - Campioni : 2001

- Arabia Champions League: 2
  - Campioni :1992, 1999

- Supercupa Arabiei: 2
  - Campioni : 1996 , 2001

- Cupa Campionilor Gulf: 2
  - Campioni : 1993 , 1994

### Performanțe în competițiile AFC
- Liga Campionilor Asiei: 4 apariții
  - Grupe : 2005, 2007
  - Șaisprezecimi : 2009
  - Sferturi : 2006

## Lotul actual
La 31 ianuarie 2025.
| Nr. |                | Poziție | Jucător                                        |
| --- | -------------- | ------- | ---------------------------------------------- |
| 2   | Arabia Saudită | F       | Mohammed Al-Shwirekh                           |
| 4   | Țările de Jos  | F       | Wesley Hoedt                                   |
| 5   | Arabia Saudită | F       | Nader Al-Sharari                               |
| 6   | Columbia       | M       | Gustavo Cuéllar                                |
| 7   | Italia         | M       | Giacomo Bonaventura                            |
| 8   | Arabia Saudită | M       | Fahad Al-Muwallad                              |
| 9   | Maroc          | A       | Abderrazak Hamdallah                           |
| 10  | Belgia         | M       | Yannick Carrasco                               |
| 11  | Argentina      | M       | Cristian Guanca                                |
| 12  | Arabia Saudită | M       | Majed Kanabah                                  |
| 14  | Finlanda       | M       | Glen Kamara (împrumutat de la Rennes)          |
| 15  | Arabia Saudită | M       | Musab Al-Juwayr (împrumutat de la Al-Hilal)    |
| 16  | Arabia Saudită | F       | Hussain Al-Sibyani                             |
| 17  | Arabia Saudită | M       | Younes Al-Shanqeeti (împrumutat de la Al-Ahli) |
| 18  | Coreea de Sud  | P       | Kim Seung-gyu                                  |
| 21  | Arabia Saudită | M       | Nawaf Al-Sadi                                  |
| 22  | Arabia Saudită | P       | Mohammed Al-Otaibi                             |

| Nr. |                | Poziție | Jucător                                                |
| --- | -------------- | ------- | ------------------------------------------------------ |
| 30  | Brazilia       | F       | Robert Renan (împrumutat de la Zenit Saint Petersburg) |
| 31  | Ucraina        | P       | Heorhiy Bushchan                                       |
| 33  | Arabia Saudită | P       | Abdullah Al-Mayouf                                     |
| 38  | Arabia Saudită | F       | Mohammed Harbush                                       |
| 44  | Arabia Saudită | F       | Awaji Olwani U19                                       |
| 45  | Arabia Saudită | F       | Amjad Haraj U19                                        |
| 46  | Arabia Saudită | M       | Emad Qaysi U19                                         |
| 50  | Arabia Saudită | P       | Mohammed Al-Absi                                       |
| 56  | Portugalia     | M       | Daniel Podence                                         |
| 66  | Arabia Saudită | F       | Nawaf Al-Ghulaimish U19                                |
| 70  | Arabia Saudită | A       | Haroune Camara                                         |
| 71  | Arabia Saudită | M       | Mohammed Al-Thani (împrumutat de la Al-Hazem)          |
| 77  | Arabia Saudită | A       | Hamad Al-Khurayef U19                                  |
| 90  | Arabia Saudită | A       | Majed Abdullah U19                                     |
|     | Brazilia       | F       | Leandrinho (împrumutat de la Vasco da Gama)            |
|     | Arabia Saudită | A       | Hisham Al Dubais                                       |

### Jucători care au jucat la Campionatul Mondial
Campionatul Mondial de Fotbal 1994
- Fuad Amin
- Saeed Al-Owairan
- Fahad Al-Mehallel
- Saleh Al-Dawod
- Awad Al-Anazi
- Rashidi Yekini

Campionatul Mondial de Fotbal 1998
- Fuad Amin
- Saeed Al-Owairan
- Fahad Al-Mehallel
- Riadh Jelassi
- Rashidi Yekini

Campionatul Mondial de Fotbal 2002
- Redha Tukar
- Abdulaziz Khathran
- Abdullah Al-Waked
- Riadh Jelassi

Campionatul Mondial de Fotbal 2006
- Mohammad Khouja
- Flávio Amado

## Jucători notabili
| - Abdullah Al-Waked - Fahad Al-Mehallel - Fuad Amin - Saeed Al-Owairan - Redha Tukar - Abdulatif Al-Ghanam - Rashed Al-Mugren - Yousef Al Muwaine - Marzouk Al-Otaibi - Mesfer Al-Qahtani - Abdulaziz Khathran - Talal Al-Bloushi |  | - Ahmad Ajab - Marcelo Camacho - Ricardo Bóvio - Claudinei Alexandre - Landomar - Juan Manuel Martínez - Ousmane N'Doye - Mohammed Manga - Mansour Ayando - Rashidi Yekini - Michael Eneramo - Godwin Attram |  | - Henry Antchouet - Amir Azmy - Nashat Akram - Riadh Jelassi - Mark Williams - Roberto Holsen - Léider Preciado - Mustapha Bidoudane - Youssef Meriana |

## Antrenori
| - Mahmoud Abou-Regaila (1970–71) - Luiz Felipe Scolari (1984–85) - Jair Pereira (1986) - Joubert (1987) - Lori Sandri (1989) - Paulo Campos (1990–91) - Lori Sandri (1992) - Geninho (1993) - Ivo Wortmann (1994) - Jean Fernandez (1996–97) - José Oscar Bernardi (1998) - João Alves (1998–99) - João Francisco (1999) - Arthur Bernardes (2001–02) - Zé Mario (1 iulie 2004 – 30 iunie 2006) | - Daniel Romeo (2005–06) - Ahmed Alajlani (2006) - Humberto Coelho (2006–07) - José Morais (2007) - Enzo Trossero (1 iulie 2007–08) - Nery Pumpido (1 iulie 2008–Dec 31, 2008) - Enzo Trossero (2008–30 iunie 2009) - Jaime Pacheco (13 iulie 2009 – 15 aprilie 2010) - Edgar Ferreira (2010) - Jorge Fossati (1 iulie 2010–Dec 31, 2010) - Enzo Trossero (Jan 1, 2011–30 iunie 2011) - Michel Preud'homme (1 iulie 2011–Sept 19, 2013) - Emilio Ferrera (Sept 20, 2013–Jan 23, 2014) - Ammar Souayah (Jan 24, 2014–20 May 2014) - José Morais (6 iunie 2014-prezent) |